# Caesar A. Rodney
Caesar Augustus Rodney, född 4 januari 1772 i Wilmington, Delaware, död 10 juni 1824 i Buenos Aires, Argentina, var en amerikansk politiker från delstaten Delaware och USA:s sjunde justitieminister. Han var demokrat-republikan.
Rodney var ledamot av USA:s representanthus 1803–1805 och 1821–1822. Han var ledamot av USA:s senat från Delaware 1822–1823. Som justitieminister tjänstgjorde Rodney under presidenterna Thomas Jefferson och James Madison 1807–1811. Han deltog i 1812 års krig som kapten och var med om att försvara Baltimore 1814. Han var USA:s sändebud i Buenos Aires 1823-1824.